# مقاطعة شياوسي (ميشيغان)
مقاطعة شياوسي (بالإنجليزية: Shiawassee County, Michigan)‏ هي إحدى مقاطعات ولاية ميشيغان في الولايات المتحدة. تأسست سنة 1822، بلغ عدد سكانها 70648 نسمة في عام 2010 حسب إحصاء مكتب تعداد الولايات المتحدة وتصل الكثافة السكانية فيها 51 نسمة/كم2.

## أعلام
- كلير فيشر
- باول إس. فوكس

## وصلات خارجية
- www.shiawassee.net
- United States Counties